# 青龙会
青龍會是古龍筆下多部作品中曾出現的一個神秘組織。青龍會的人做事，從來都不擇手段，傳言道：「替青龍會做事的人，不成功就得死！」所以替青龍會做事的人，沒有一個敢不盡力的。

## 組織
青龍會一共有三百六十五個分壇，一年也正好有三百六十五天。青龍會的分壇，就是以日期來作秘密代號的。
青龍會下分十二堂，分別以月為代號：「正月」負責目標；「二月」負責滲透；「三月」負責傳遞消息；「四月」負責財源，「五月」負責刑罰；「六月」負責訓練；「七月」負責策劃；「八、九、十月」負責行動；「十一月」負責肅清叛逆；「十二月」負責暗殺。每堂下分三舵；每三個堂又以「春、夏、秋、冬」為序組成「管」。

## 有關作品
- 《七種武器系列》
- 《天涯明月刀》
- 《古龙群侠传》

## 外部連結
- 組織門派